# Albert Singer

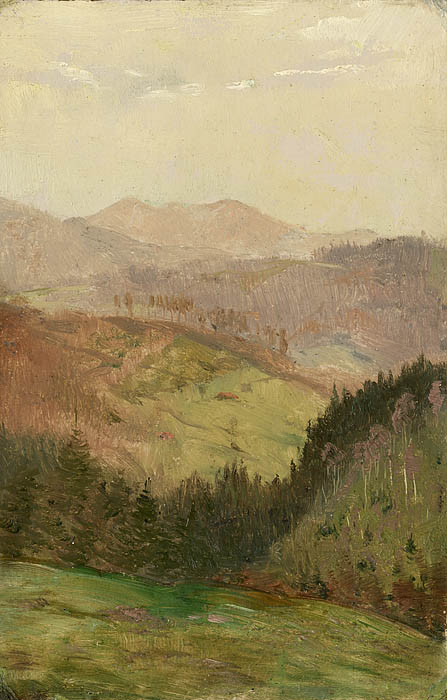
Albert Singer: Gebirgsstudie

Albert Singer (* 23. November 1869 in München; † 20. März 1922 in Schliersee) war ein deutscher Maler, der vor allem als Tier-, Jagd- und Landschaftsmaler bekannt geworden ist.
Der Sohn eines Holzbildhauers studierte an der Akademie der Bildenden Künste München und war dort Schüler von Johann Caspar Herterich, Otto Seitz und Sándor Wagner.
Singers Sohn Rolf war ein bekannter Pilzkundler.